# Горное Веретье
Горное Веретье — деревня в Шимском районе Новгородской области в составе Медведского сельского поселения.

## География
Находится в западной части Новгородской области на расстоянии приблизительно 14 км на север-северо-запад по прямой от районного центра поселка Шимск.

## История
На карте 1847 года отмечена как поселение с 55 дворами. В 1907 году здесь (деревня Новгородского уезда Новгородской губернии) было учтено 127 дворов.

## Население
Численность населения: 659 человек (1907 год), 63 (русские 95 %) в 2002 году, 45 в 2010.